# Европейско първенство по футбол за юноши до 19 г. 2008
Изданието на Европейското първенство за юноши до 19 години през 2008 г. се проведе в Чехия от 14 до 26 юли 2008 г. В турнира имат право да участват само играчи родени след 1 януари 1989 г. Мачовете от турнира са излъчвани пряко от телевизионния канал Eurosport. България е водена от Михаил Мадански и печели първа визи за шампионата от всичките 8 финалиста. Изключение прави отборът на домакините, който не играе квалификации. Последното участие на България на подобен форум преди 2008 г. е през 1986 г. Турнирът в Чехия играе роля на квалификация за световното първенство през 2009 в Египет, като виза за първенството получават първите три отбора от двете групи.

## Квалификации
Квалификационният цикъл мина през 2 етапа:
- Първи етап от 24 септември до 17 ноември 2007 г.
- Втори етап от 1 март до 31 май 2008 г.

На 26 май стават ясни осемте страни, които ще участват на турнира:
- Чехия – класирала се автоматично като домакин на състезанието
- България
- Унгария
- Испания
- Германия
- Гърция
- Италия
- Англия

## Състав на България
| - Вратари: - Иван Караджов (ЦСКА) - Петър Денчев (Спартак (Пловдив)) | - Защитници: - Цветомир Панов (Спартак (Плевен)) - Милчо Макенджиев (Пирин 2001 (Благоевград)) - Кристиян Узунов (ЦСКА) - Даниел Златков (Пирин Благоевград) - Костадин Гаджалов (Ботев Пд.) - Александър Цветков (Литекс) | - Полузащитници: - Момчил Цветанов (Литекс) - Стефан Велев (Локомотив (Стара Загора)) - Тодор Колев (Черно море) - Даниел Димов (Черно море) - Михаил Александров (Борусия Дортмунд, Германия) - Атанас Зехиров (ЦСКА) - Стефан Сучев (ПФК Локомотив (София)) | - Нападатели: - Александър Киров (Левски) - Бранимир Костадинов (Хартс, Шотландия) - Иван Цачев (Левски) - Исмаил Иса (Левски) - Радослав Василев (Рединг, Англия) |

## Финална групова фаза
Жребият е теглен на 1 юни 2008 г. в Прага от председателя на отдела на УЕФА за младежки и аматьорски футбол Джим Бойс и двамата чешки национали от мъжкия национален отбор на страната Петър Чех и Мартин Фенин.

### Група A
| Отбор    | М | П | Р | З | ВГ | ДГ | Т |
| -------- | - | - | - | - | -- | -- | - |
| Германия | 3 | 3 | 0 | 0 | 7  | 2  | 9 |
| Унгария  | 3 | 2 | 0 | 1 | 3  | 2  | 6 |
| Испания  | 3 | 1 | 0 | 2 | 5  | 2  | 3 |
| България | 3 | 0 | 0 | 3 | 0  | 8  | 0 |

| дата   | мач      | мач | мач      | място   |                                                                               |
| 14 юли | България | 0:1 | Унгария  | Жижков  | репортаж минута по минута Архив на оригинала от 2008-09-24 в Wayback Machine. |
| 14 юли | Германия | 2:1 | Испания  | Пилзен  |                                                                               |
| 17 юли | Испания  | 0:1 | Унгария  | Прибрам |                                                                               |
| 17 юли | Германия | 3:0 | България | Пилзен  | репортаж минута по минута Архив на оригинала от 2008-08-20 в Wayback Machine. |
| 20 юли | Унгария  | 1:2 | Германия | Прибрам |                                                                               |
| 20 юли | Испания  | 4:0 | България | Жижков  | репортаж минута по минута Архив на оригинала от 2008-08-19 в Wayback Machine. |

### Група Б
| Отбор  | М | П | Р | З | ВГ | ДГ | Т |
| ------ | - | - | - | - | -- | -- | - |
| Италия | 3 | 2 | 1 | 0 | 5  | 4  | 5 |
| Чехия  | 3 | 1 | 1 | 1 | 5  | 4  | 4 |
| Англия | 3 | 1 | 1 | 1 | 3  | 2  | 4 |
| Гърция | 3 | 0 | 2 | 1 | 1  | 4  | 2 |

| дата   | мач    | мач | мач    | място          |
| 14 юли | Чехия  | 2:0 | Англия | Яблонец        |
| 14 юли | Гърция | 1:1 | Италия | Млада Болеслав |
| 17 юли | Чехия  | 0:0 | Гърция | Либерец        |
| 17 юли | Англия | 0:0 | Италия | Яблонец        |
| 20 юли | Англия | 3:0 | Гърция | Либерец        |
| 20 юли | Италия | 4:3 | Чехия  | Млада Болеслав |

Легенда:
М Изиграни мачове, П Победи, Р Равни, З Загуби, ВГ Вкарани голове, ДГ Допуснати голове, Т Точки
|  | Отбор, класиращ се на полуфиналите. |

## Полуфинали
| дата   | мач | мач                             | мач | място          |
| 23 юли |     | Италия 1:0 Унгария              |     | Пилзен         |
| 23 юли |     | Германия 2:1 (след прод.) Чехия |     | Млада Болеслав |

## Финал
| дата   | мач | мач                 | мач | място   |
| 26 юли |     | Германия 3:1 Италия |     | Яблонец |

## Външи препратки
- Официален сайт
- Пълна програма на турнира, както и информация за мачовете, които ще бъдат излъчвани пряко по Eurosport